# 티키타카

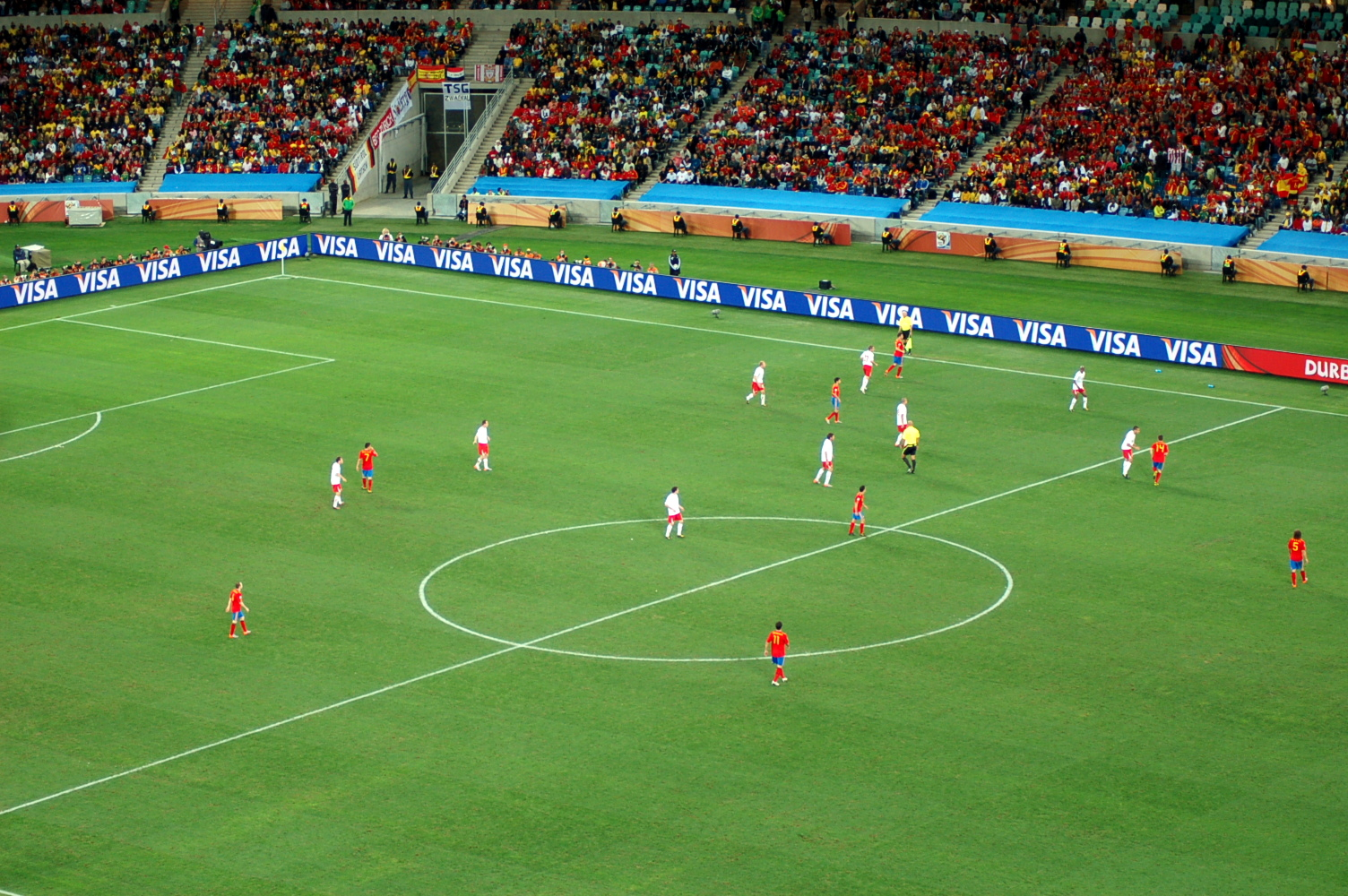
2010년 FIFA 월드컵의 중원에 있는 스페인(빨간 유니폼)과 스위스(하얀 유니폼).

티키타카(스페인어: Fútbol Tiqui-Taca)는 스페인어로 탁구공이 왔다갔다 한다는 뜻이다. 축구에서는 짧은 패스로 경기를 풀어나가는 전술을 말한다. 스페인 라리가의 축구팀 FC 바르셀로나가 티키타카를 애용하는 것으로 유명하다.
상대팀에 비해 일방적으로 높은 볼점유율을 바탕으로 하여 드리블을 최소화한 채 골키퍼 이외의 10명의 선수들이 각자 패스를 받을 위치를 잡고 끊임없이 많은 패스로 경기를 풀어나가는 방식이다. 스페인 축구 국가대표팀이 이 티키타카 전술로 2010년 FIFA 월드컵에서 통산 1번째 우승을 차지했다. 티키타카가 유행하자 이에 대한 방어법으로 롱볼, 압박축구를 구사하는 팀이 등장하기도 했다.

## 같이 보기
- 어러니처퍼트
- 토탈 풋볼
- 포메이션 (축구)